# 피파두꺼비
피파두꺼비(포르투갈어: sapo pipa) 또는 수리남두꺼비(영어: suriname toad)는 볼리비아, 브라질, 콜롬비아, 에콰도르, 프랑스령 기아나, 페루, 수리남, 트리니다드 토바고, 베네수엘라 일대에 서식하는 양서류이다. 학명은 피파 피파(Pipa pipa)이다. "피파"란 포르투갈어로 연을 의미하며, 피파두꺼비의 몸통이 넙대대한 데서 이런 이름이 붙었다.
암컷이 수컷의 배에 산란하면 수컷이 암컷의 등에 내려앉고, 알이 암컷의 등가죽과 융합해 그 안에서 새끼들이 자란 뒤 어미의 등가죽을 뚫고 부화하는 생태로 유명하다. 열대 내지 아열대 지방의 습한 우림, 늪, 민물 소택 등이 주요 서식지인데, 서식지 파괴로 위협받고 있다.

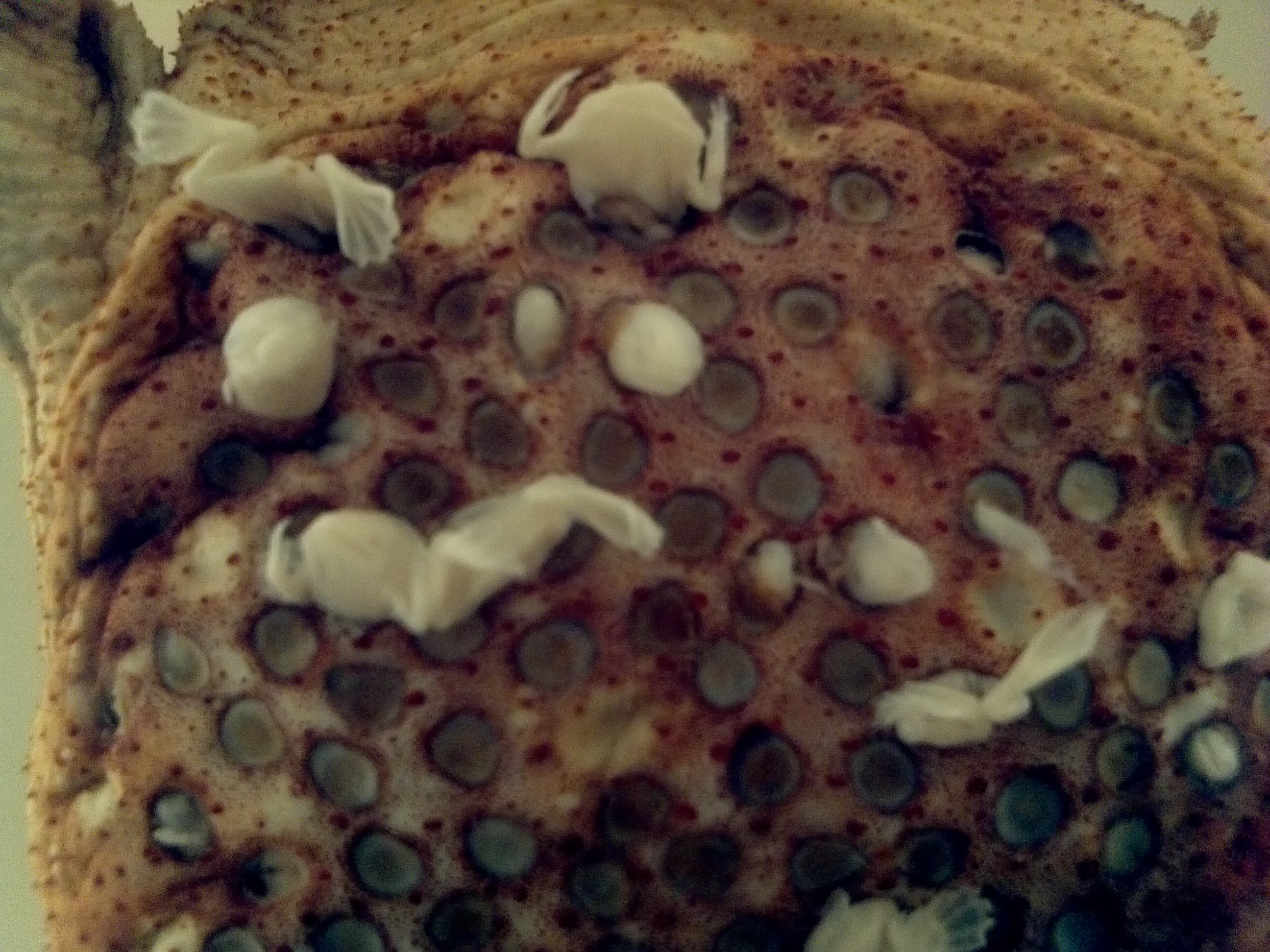
새끼 피파두꺼비가 어미의 등가죽을 뚫고 부화하는 순간 포르말린에 담가 표본으로 만든 것.